# 佐賀県道226号牛津停車場線
佐賀県道226号牛津停車場線（さがけんどう226ごう うしづていしゃじょうせん）は、佐賀県小城市を通る一般県道である。

## 概要
小城市牛津町柿樋瀬のJR九州長崎本線 牛津駅前から江津交差点に至る。

### 路線データ
- 起点：佐賀県小城市牛津町柿樋瀬（JR九州長崎本線 牛津駅前、佐賀県道284号別府牛津停車場線終点）
- 終点：佐賀県小城市牛津町柿樋瀬（江津交差点、国道207号交点、佐賀県道42号小城牛津線終点）

## 地理

### 通過する自治体
- 小城市

### 交差する道路
| 交差する道路                     | 交差する場所 | 交差する場所      |
| -------------------------------- | ------------ | ----------------- |
| 佐賀県道284号別府牛津停車場線    | 牛津町柿樋瀬 | 起点              |
| 国道207号 佐賀県道42号小城牛津線 | 牛津町柿樋瀬 | 江津交差点 / 終点 |

### 沿線
- JR九州長崎本線 牛津駅
- 牛津川